# Сівас (аеропорт)
Аеропорт Сівас (IATA: VAS, ICAO: LTAR) (тур. Sivas Nuri Demirağ Havalimanı) — аеропорт, розташований за 22 км NW від Сіваса, Туреччина.
Аеропорт був відкритий для повітряного сполучення в 1957 році та використовувався у військових цілях. В 1990 році Державне управління аеропортів побудувало аеровокзал площею 2217 м², за для обслуговування цивільних повітряних перевезень.
Аеропорт припиняв повітряне сполучення рішенням кабінету міністрів 31 січня 2002 — 17 жовтня 2003 року.
Після створення спеціального освітлення та асфальтування злітно-посадкова смуга 01/19 стала другою за довжиною злітно-посадковою смугою в Туреччині — 3811×45 м.
Новий перон, може прийняти п'ять літаків і має розміри 120×240 м, разом зі злітно-посадковою смугою був введений в експлуатацію 22 грудня 2006 року.
Нова будівля термінала була відкрита для використання 18 грудня 2010 року з річною потужністю 3 мільйони пасажирів.

## Авіалінії та напрямки, вересень 2023
| Авіакомпанія     | Пункт призначення             |
| ---------------- | ----------------------------- |
| AnadoluJet       | Стамбул–Сабіха Гьокчен        |
| Pegasus Airlines | Стамбул–Сабіха Гьокчен, Ізмір |
| Turkish Airlines | Стамбул                       |

## Статистика
Див. джерело запитів Вікіданих та джерела.

## Наземний транспорт
З Сівасу і Токату до аеропорту курсують пасажирські шатли під орудою Havaş.